# 長江動物園
《長江動物園》是一部描述南京大屠殺前夕南京動物園的動物沿著長江一線遷徙到重慶的動畫影片。故事取材於抗戰時期國立中央大學農學院牧場技師王酋亭等人帶著牧場雞、鴨、豬、牛、羊等動物從南京出發費時近一年到達中大遷校所在的陪都重慶的事蹟。
動畫電影《長江動物園》由楊德昌及琉璃工房張毅等人構思，楊德昌自2003年開始創造。到楊德昌2007年去世時，影片進入後期製造。楊德昌又將《長江動物園》的故事演繹為動畫作品《小朋友》，在楊去世前夕處於創意階段。